# Diclavaspis socotrana
Diclavaspis socotrana är en insektsart som först beskrevs av Karl Hermann Leonhard Lindinger 1913.  Diclavaspis socotrana ingår i släktet Diclavaspis och familjen pansarsköldlöss. Inga underarter finns listade i Catalogue of Life.